# (22538) Lucasmoller
Lucasmoller (asteroide 22538) es un asteroide de la cinturón principal, a 1,8748153 UA. Posee una excentricidad de 0,1480649 y un período orbital de 1 192,38 días (3,27 años).
Lucasmoller tiene una velocidad orbital media de 20,07782992 km/s y una inclinación de 7,60987º.
Este asteroide fue descubierto en 20 de marzo de 1998 por LINEAR.